# Pressignac
Pressignac település Franciaországban, Charente megyében. Lakosainak száma 379 fő (2022. január 1.). Pressignac Chabanais, Chassenon, Lésignac-Durand, Massignac, Saint-Quentin-sur-Charente, Verneuil, Rochechouart, Vayres és Videix községekkel határos.

## Népesség
A település népességének változása:
| Lakosok száma | 665  | 519  | 477  | 430  | 394  | 379  | 349  | 344  | 340  | 379  |
|               | 1968 | 1982 | 1990 | 2006 | 2013 | 2015 | 2017 | 2019 | 2020 | 2022 |